# Sukamulia (Darul Makmur)
Sukamulia is een bestuurslaag in het regentschap Nagan Raya van de provincie Atjeh, Indonesië. Sukamulia telt 678 inwoners (volkstelling 2010).